# 전가
전가(田假, ? ~ 기원전 205년)는 전국 시대, 진나라 말기의 인물이다. 제 양왕의 아들이며 제왕 건의 아우로, 진나라 말기에 재건된 제나라의 왕을 지냈다.
진나라 말기, 진승과 오광의 난으로 촉발된 혼란기 중에 옛 제나라 땅인 적현의 유력 인사 전담이 제나라 왕을 자칭하고 제나라를 재건했으나, 진나라 장수 장한과 싸우다 패사했다. 이를 들은 제나라 사람들에게서 진 이세황제 2년 7월(기원전 208년)에 왕으로 추대되고 또 전각(田角)을 상국으로 전각의 아우 전간(田間)을 대장으로 삼았다.
동아로 달아난 전왕 전담의 종제 전영은 이에 불복하여, 진나라의 위협에서 벗어나자마자 제나라를 공격해 8월에 제왕 가를 몰아내고 전담의 아들 전시를 새 왕으로 세웠다. 9월, 전가는 초나라로 달아났고, 전영은 초나라에 전가를 죽이라고 청했으나 거절당했다. 이로부터 전영과 초나라 항량의 조카 항우와는 대립하게 되었고, 마침내 기원전 206년에 전영이 항우의 분봉을 어그러트리고 홀로 제나라의 왕으로 서자 항우는 제나라로 쳐들어가 제왕 영 8월(기원전 205년)에 전영을 격파했다. 비록 원래 항우가 전시, 전도, 전안에게 제나라를 3분할 때에는 봉지를 받지 못한 전가였으나, 이미 전불과 전도와 전안이 죽었고 이제 전영마저 죽자 항우는 전가를 새 제왕으로 세웠다.
항우는 전영을 죽인 후 제나라 경내에서 학살을 자행했다. 이 때문에 제나라 사람들은 항우에게 항거했고, 전영의 아우 전횡이 제나라 패잔병을 모아 성양에 주둔했다. 전가는 복위한 지 두 달이 지나 전횡의 공격을 받아 초나라로 망명했고, 항우는 전가를 죽였다.

## 친척 관계
- 제 양왕 (아버지)
  - 제왕 건 (형)
    -  ?
      - 전안 (종손)

  - 전가